# Плата, Хуан Карлос
Хуа́н Ка́рлос Пла́та (исп. Juan Carlos Plata; род. 1 января 1971[…], Гватемала) — гватемальский футболист, играл на позиции нападающего. Один из лучших бомбардиров в истории сборной Гватемалы.

## Биография

### Клубная карьера
Плата всю свою карьеру играл на родине за один клуб «Мунисипаль», в составе которого выигрывал 15 национальных чемпионатов и 5 раз выигрывал Кубок страны. Всего в составе «Мунисипаля» он сыграл в чемпионате Гватемалы 553 матча и забил 302 мяча.
17 мая 2009 года забил свой 400-й гол в своей карьере, поразив ворота клуба «Депортиво Петапа». Завершил игровую карьеру в 2010 году в возрасте 39 лет.

### Карьера в сборной
Плата играл за сборную Гватемалы, за которую сыграл 87 матчей и забил 35 голов, благодаря чему является вторым бомбардиром в истории сборной после Карлоса Руиса. Плата принимал участие в квалификационных матчах к чемпионатам мира 1998, 2002 и 2006 годах.
Плата принимал участие в 5 Золотых кубках КОНКАКАФ (1996, 1998, 2000, 2002, 2003).

### Тренерская карьера
С 2012 по 2015 год работал помощником главного тренера клуба «Мунисипаль» Входил в тренерский штаб сборной Гватемалы во время квалификации к чемпионату мира 2018 года.
В 2017 году работал главным тренером клуба «Депортиво Миско».

## Достижения
«Мунисипаль»
- Чемпион Гватемалы (15) : 1989/90, 1991/92, 1993/94, 2000 Апертура, 2000 Клаусура, 2001, 2002 Клаусура, 2003 Апертура, 2004 Апертура, 2005 Клаусура, 2005 Апертура, 2006 Клаусура, 2006 Апертура, 2008 Клаусура, 2009 Апертура, 2010 Клаусура